# Герман Снеллен
Герман Снеллен (нім. Hermann Snellen; 19 січня 1835 — 18 січня 1908) — нідерландський офтальмолог, професор офтальмології університету Утрехта та директор Нідерландської офтальмологічної лікарні.
Запропонував норми для перевірки гостроти зору, які використовуються і зараз. Розробив таблицю для перевірки гостроти зору — таблицю Снеллена (Snellen chart).